# 高橋元太郎
高橋 元太郎（たかはし げんたろう、1941年1月15日 - ）は、俳優、歌手、陶芸家。東京都出身。アネモイエンタテインメント所属（メンバー）。本名は風間 元太郎、旧芸名は高橋 わたる（ワゴンスターズ時代）。

## 人物・来歴

### 歌手として
小学校在学中に上高田少年合唱団に参加する。私立育英学院育英中学校を経て、東京都立松原高等学校を卒業し、証券会社に就職するが、約1年で退社。ジャズ喫茶「銀座テネシー」のオーディションで合格しウエスタンバンド「ワゴンスターズ」の専属となった。その後、「スリーファンキーズ」のメンバーとして1962年1月に東芝レコードよりアルバム『スリー・ファンキーズ・ヒット・パレード』でレコードデビュー。同年5月に1stシングル『でさのよツイスト』が発売される。同年6月、スリーファンキーズを脱退し、ソロ歌手として独立した。
ソロ活動では、テレビアニメ『マッハGoGoGo』の主題歌のカバー（コロムビア・カヴァーヴァージョン）や特撮ドラマ『兄弟拳バイクロッサー』の主題歌、大阪近鉄バファローズの球団公式ソング「近鉄バファローズの歌」「炎（も）えろ!近鉄バファローズ」なども歌っている。俳優・歌手以外では、講演会講師としても活動中。趣味は陶芸で1995年から備前焼作陶を本格的に始め、2001年より定期的にデパートや百貨店などで陶芸個展も開催している。

### 俳優として
独立後、1965年4月から1967年3月までNHK『おかあさんといっしょ』に出演。
ナショナル劇場（TBS）には、まず1970年3月16日から9月21日まで放送された『大岡越前』（第1部）に岡っ引き・すっとびの辰三役で出演。以後、全シリーズ（第2部から第15部と最終回スペシャル）を通してレギュラー出演を果たしている。
翌週の9月28日から始まった『水戸黄門』（第2部）にもうっかり八兵衛役でレギュラー出演し、これにより名が知られることになる。「食いしん坊でひょうきんなキャラクター」が人気を集め、以後、2000年の第28部まで約30年間、ほとんど休まずに出演し続けた。なお、出演回数は歴代レギュラー出演者では第1位の871回である。
八兵衛・辰三とも、初登場から放送終了まで高橋が一貫して演じ通した。ナショナル劇場及び後継枠のパナソニック ドラマシアターで放送された時代劇では、他にも『江戸を斬る』シリーズ（第1部 - 第2部・第7部）など数多くレギュラー出演しており、同時間枠時代劇では常連であった（大岡越前第1部から水戸黄門第7部（1970年3月16日 - 1977年1月10日）までは全作起用されており、同枠の最多出演者にもなっている）。

### 私生活
1975年『週刊平凡』「奥さんこんにちは」のインタビューで、妻・風間宏子を中心に、約5年の交際期間を経て1967年2月25日に挙式し、多摩川がよく見える世田谷でマンション暮らしをしている様子など、妻のプロフィールを含め元太郎家族の私生活が細かく語られている。
当時『水戸黄門』等の撮影で元太郎は多忙により週末2日間だけ京都から世田谷の自宅に帰るという単身赴任状態だったが、まだ「単身赴任」という言葉が定着していない時代だったので、日曜夜間或いは月曜早朝に仕事場に戻って行く事を風間家では「月帰金来」と呼んでいたと言う。
また、その頃小学生だった長男・欣輝（）が現在では元太郎が所属する芸能事務所『アネモイエンタテインメント』の代表取締役を務めている（2024年時点）。

## 出演歴

### テレビドラマ
- 東芝土曜劇場 このデッカイ夢（1963年、CX）
- セブンティーン -17才-（1969年、NTV）
- 誘惑
- 特別機動捜査隊（1970年、NET / 東映）第440話「真実に生きる」 - 高島英太郎 役
- ナショナル劇場・パナソニック ドラマシアター（TBS）
  - 大岡越前（C.A.L）
    - 第1部 - 第15部（1970年 - 1999年）、ナショナル劇場50周年記念特別企画スペシャル（2006年3月20日） - すっとびの辰三 役（全シリーズ出演）

  - 水戸黄門（C.A.L）
    - 第2部 - 第28部（1970年 - 2000年）、1000回記念スペシャル（2003年12月15日）、第40部 第1話、第20話（2008年10月13日、2009年3月23日）、最終回スペシャル（2011年12月19日） - うっかり八兵衛 役
    - 第7部 第14話「八兵衛殿様五万石 -横手-」（1976年8月23日） - 松平忠正 役（一人二役）
    - 第11部 第7話「うっかり八兵衛お殿様 -本荘-」（1980年9月29日） - 六郷政晴 役（一人二役）
    - 第12部 第12部「八兵衛身代り危機一髪 -徳島-」（1981年11月16日） - 芳太郎役（一人二役）
    - 第20部 第39話「八兵衛そっくりお殿様 -久保田-」（1991年8月5日） - 佐竹義格 役（一人二役）

  - 水戸黄門外伝 かげろう忍法帖 第1話「世の悪人輩よ覚悟しな!女は怖いぞくノ一忍法 -大和・郡山-」（1995年5月22日、C.A.L） - うっかり八兵衛 役
  - 江戸を斬る（C.A.L）
    - 第1部（1973年 - 1974年） - がってん竹 役
    - 第2部（1975年 - 1976年） - 太助 役
    - 第7部（1987年） - 鶴吉 役

  - 翔んでる!平賀源内（1989年、C.A.L） - 雲雀の千吉 役
- おさな妻 第10話「ボーイフレンド」（1970年、12ch / C.A.L）
- 桃太郎侍（1977年、NTV）第15話「花の乙女の夢が散る」 - 吉次 役
- 銭形平次（CX / 東映）
  - 第584話「男の錦」（1977年） - 次郎吉 役
  - 第824話「古井戸の黄金」（1982年） - 政三
  - 第888話「ああ十手ひとすじ!!八百八十八番大手柄 さらば我らの平次よ永遠に」（1984年） - 夜鳴き蕎麦屋 役
- 疾風同心（1978年 - 1979年、12ch） - すっとびの辰三 役
- 大江戸捜査網（12ch / 三船プロ）
  - 第209話「足でかせいだ男」（1975年） - 三次 役
  - 第412話「島帰りの父 涙の絶唱」（1979年） - 駒吉 役
  - 第458話「十手に賭けた同心魂」（1980年） - 宮原源八郎 役
  - 第568話「鈴の音はおんなの忍び泣き」（1982年） - 半次 役
- 暴れん坊将軍（ANB / 東映）
  - 吉宗評判記 暴れん坊将軍 第125話「男の門出の燈篭流し」（1980年） - 渋川平助 役
  - 暴れん坊将軍II 第74話「猫に小判の父娘船!」（1984年） - 清太 役
- 長七郎天下ご免! 第12話「起て！魚河岸の暴れん坊」（1980年、ANB） - 政吉 役
- 柳生あばれ旅 第1話「天狗の子守唄 -品川-」（1980年、ANB） - 留吉 役
- 土曜ワイド劇場「結婚しない女 死の羽田発397便」（1980年、テレビ朝日） - 富井刑事 役
- 時代劇スペシャル / 佐武と市捕り物控「地獄の白狐」（1982年、フジテレビ） - 喜助
- 忠臣蔵（1985年、NTV） - 間十次郎 役
- 長七郎江戸日記 第1シリーズ第84話「父ちゃんが帰った日」（1986年、NTV系 / ユニオン映画） - 佐吉 役
- 火曜サスペンス劇場 「どうぞ安らかに1・2」（2001年・2002年） - 三輪拓造 役
- 月曜ミステリー劇場 → 月曜ゴールデン（TBS）
  - 「内偵監査官・桜沢葵の監査ファイル」（2001年）
  - 「浅見光彦シリーズ 崇徳伝説殺人事件」（2005年） - 森瀬警部 役
  - 「税務調査官・窓際太郎の事件簿18」（2009年4月20日） - 柿山壮介 役
  - 「新・示談交渉人 裏ファイル3」（2014年4月21日） - 秋山克治 役
- こちら本池上署第1シリーズ 第5話（2002年8月5日、TBS） - 城戸武 役
- 女と愛とミステリー → 水曜ミステリー9（テレビ東京）
  - 「金沢能登殺人周遊」（2002年）
  - 「森の巡査・向坊一美の事件日誌」（2002年）
  - 「家政婦春子　他人の不幸は蜜の味−嫁姑　殺意の接点－」（2005年）
  - 「北アルプス山岳救助隊・紫門一鬼」『白馬大雪渓・殺意の罠』（2005年） - 大杉尚 役
- 金曜エンターテイメント 「家裁判事・伊奈守草介の事件日誌」（2003年、フジテレビ）
- 愛の劇場「銀座まんまんなか」（2003年、TBS）
- テレビ朝日45周年企画「忠臣蔵」（2004年、ANB）
- 水曜プレミア「医療少年院物語」（2004年、TBS）
- スペシャルドラマ「坂本九物語」（2005年、テレビ東京）
- 土曜ワイド劇場「フリー女子アナの殺人リポート2 天才女流作家謎の沈黙」（2006年2月、テレビ朝日） - 乾巡査部長 役
- 弁護士のくず 第7話（2006年、TBS） - 羽根田仁 役
- 事件12（2006年、EX） - 八木孝雄 役
- 事件16（2015年、EX） - 蒲田徳三 役
- 連続テレビ小説（NHK）
  - どんど晴れ（2007年） - 中本努 役
  - マッサン（2014年） - 番頭・島爺 役
  - マッサンスピンオフドラマ「前編『すみれの家出〜かわいい子には旅をさせよ〜』」2015年（NHK BS）
- 木曜時代劇「陽炎の辻〜居眠り磐音 江戸双紙〜」第11話（2007年、NHK） - 梧陽 役
- サギ師 リリ子（2009年テレビ東京Lドラ）
- 侍戦隊シンケンジャー（2009年、EX）「第二十三幕・暴走外道衆」 - 浄寛和尚 役
- 悪い奴ほどよく眠る（2010年、フジテレビ） - 白井総務部長 役
- リーガル・ハイ スペシャル（2013年4月13日、フジテレビ） - 林用務員 役
- 3つの街の物語 Episode-1（2015年6月7日、TBS） - 東郷英雄 役
- 昔話法廷（2015年、ETV）第2話「カチカチ山裁判」 - 証人のおじいさん 役
- 刑事ゆがみ（2017年11月9日、フジテレビ） - 宇津巻喜平 役

### 映画
- 強くなる男（1961年、大映）
- 歌う明星〜青春がいっぱい（1962年7月8日公開、東映東京）
  - アイドル雑誌『明星』を舞台にしたミュージカル映画。当初の仮タイトルは『若さでいこうよ』。
- かっこいい若者たち （1962年8月12日公開、大映東京）
- 喜劇 駅前飯店（1962年、東宝）
- 温泉巡査（1963年、大映）
- 夢のハワイで盆踊り（1963年、東映）
- 幸せなら手をたたこう（1964年12月19日公開、大映）
- 喜劇　ドッキリ大逃走（1970年、東宝）
- 水戸黄門（1978年12月23日公開、東映）
- 草の乱（2004年公開）
- オペレッタ狸御殿（2005年公開）

### テレビアニメ
- 狼少年ケン 第66話「北の国から来た狼」（1965年、うた）

### 海外吹き替え
- 海外ドラマ「ザ・モンキーズ」（デイビー・ジョーンズ役）
- 海外アニメ「大魔王シャザーン」ナレーター役
- 海外映画「ビートルズがやって来るヤァ!ヤァ!ヤァ!」（ポール・マッカートニー役）

### その他のテレビ番組
- おかあさんといっしょ (NHK)[注 2][4]
- 午後は○○おもいッきりテレビ（日本テレビ）
- クイズ日本人の質問（NHK）
- ぶらり途中下車の旅（NTV）
- ライオンのごきげんよう（フジテレビ）
- 徹子の部屋（テレビ朝日）
- オールスター感謝祭（TBS）
- 京都江戸組参上（KBS京都）
- 関口宏の東京フレンドパークII 1994年（TBS）
- 田舎に泊まろう!　2004年（テレビ東京）
- 元ちゃんの人生の達人（毎日放送、2005年）
- いい旅 夢気分 2007年（テレビ東京）
- バラエティー生活笑百科 2007年（NHK）
- いい旅・夢気分3Hスペシャル 2007年（テレビ東京）
- 遊びの時間がある学校 2007年（BS朝日）
- 絶対!ふるさと主義 2009年（NHK）
- クイズ雑学王 2009年（テレビ朝日）
- たけしの本当は怖い家庭の医学 2009年（テレビ朝日）
- 新・平成歌謡塾 2013年（BS朝日）
- ひるまえ ほっと 2014年（NHK）
- スタジオパークからこんにちは 2014年/2015年（NHK）
- マッサン ファンミーティング 2015年（NHK）
- 駆け込みドクター!運命を変える健康診断 2015年（TBS）
- 大人の自由時間 2008年（BS11）

### ラジオ
- かんさい土曜ほっとタイム 2014年（NHKラジオ第一）
- 大竹まこと ゴールデンラジオ!　2007年（文化放送）
- ハッピーバラエティ ほかほか大放送（ニッポン放送）
- ミッドナイト・カウボーイ 2008年（ラジオ日本）

### 舞台
- 明治座「水戸黄門」1988年12月
- 新歌舞伎座「水戸黄門」1989年1月（〜同年9月明治座「水戸黄門」）
- 御園座「水戸黄門」1991年6月御園座「水戸黄門」1992年2月
- 御園座「水戸黄門」1993年7月（〜同年12月明治座「水戸黄門」）
- 明治座「水戸黄門」1995年2月
- 新歌舞伎座　天童よしみ公演「浪花の捕物帳」2001年2月
- 明治座　里見浩太朗公演「初春・あばれ獅子」2003年1月

### CM
- 熊本のお米（1995年 - 1998年）
- 九州電力（1998年）
- メットライフ生命保険（2004年）
- サントリーウエルネス「アラビタ」（2005年）
- コーワ「ケラチナミン乳状液」（2007年）
- サントリーウエルネス「オメガエイド」（2015年）

### その他
- 水戸黄門のお年寄りの交通安全（1997年、東映教育映画部） - うっかり八兵衛 / 警部補
- 大岡越前のお年寄りの交通安全（1999年、東映教育映像部） - すっとびの辰三、警部補（二役）

## 音楽作品
- スリー・ファンキーズ（長沢純/高橋元太郎/高倉一志）
- シングル
  - でさのよツイスト
    - 1962年5月/東芝レコード/品番JP-5109
    - 作詞:石原昭 /作曲 編曲:前田憲男

  - Ｂ面　「アカパルコのお転婆娘」
    - 作詞:陳健児/作曲:F.ガルシア/編曲:岩井直溥

  - 涙の日記（Lost Love）　
    - 1962年5月/東芝レコード/品番JP-5121
    - 作詞:みナみカズみ/作曲:Ｌ.ダーベル/編曲:岩井直溥

  - Ｂ面　「恋の一ドル銀貨」（Silver Dollar）
    - 作詞:陳健児/作曲:V.ネス/編曲:岩井直溥

  - スチールギターとワイングラス（A STEELGUITAR AND A GLASS OF WINE）
    - 1962年7月/東芝レコード/品番JP-5135
    - 作詞:陳健児/作曲:P.アンカ/編曲:岩井直溥

  - Ｂ面　「恋の急行列車」（Love Express）
    - 作詞:陳健児/作曲:フレッド～バラード/編曲:岩井直溥

- アルバム
  - スリー・ファンキーズ・ヒット・パレード
    - 1962年1月/東芝レコード

- 高橋元太郎
  - ぼく
    - 1962年/東芝レコード/品番JP-1507
    - 作詞:西村裕子/作曲 編曲:中村八大
    - 東京画『喜劇 前飯店』挿入歌
    - 雑誌「平凡」募集当選歌

  - Ｂ面　「あの娘の星」
    - 作詞:石川泰久/作曲 編曲:中村八大
    - 雑誌「平凡」募集入選歌

  - ダニー・ボーイ(Danny Boy)
    - 1963年2月/東芝レコード/品番JP-5185
    - ハリー.ベラフォンテのカバー曲
    - 作曲:アイルランド民謡 /作詞：陳健児/編曲:柳田六合

  - Ｂ面　「ランブリン・ローズ」（Ramblin’ Rose）
    - ナット.キング.コールのカバー曲
    - 作曲:J.シャーマン～N.シャーマン/訳詞：駿河あきら/編曲: 岩井直溥

  - ロンリネス（Loneliness）
    - 1963年3月/東芝レコード/品番JP-5182
    - マイク・ベリーのカバー曲
    - 作詞：かもりようじ/作曲:R.デューク/編曲: 岩井直溥

  - Ｂ面　「太陽はもえている」（Cuando calienta el sol）
    - ロス・マチュカンボス楽団のカバー曲
    - 作詞:陳健児/作曲:カルロス.リグアル/編曲:岩井直溥

  - ほんとに僕が悪かった
    - 1963年/東芝レコード/品番JP-1569
    - 作詞 作曲 編曲:文れいじ

  - Ｂ面　「さようなら初恋の町」
    - 作詞:ホセしばさき/作曲 編曲:服部良一

  - 好きなのさ
    - 1963年/東芝レコード/品番JP-1601
    - 作詞:松井由利夫/作曲 編曲:北原じゅん

  - Ｂ面　「知ってるかい」
    - 作詞:池尻喜久子/作曲 編曲:河野ミチオ

  - おまわりさんも人の子だ
    - 1963年9月/東芝レコード/品番JP-1634
    - 大映映画「温泉巡査」主題歌
    - 作詞:青島幸男/作曲 編曲:萩原哲晶

  - Ｂ面　「このデッカイ夢」
    - フジテレビ東芝土曜劇場「このデッカイ夢」主題歌
    - 作詞:岩谷時子 /作曲 編曲:佐藤勝

  - 筏流し
    - 1964年/日本コロムビア/品番SAS-214
    - 作詞:太田茂/作曲:森安勝作/編曲:松尾健司

  - Ｂ面　「恋は狐火」
    - 作詞 作曲:浜口庫之助/編曲:小杉仁三

  - 青い夜
    - 1964年/日本コロムビア/品番SAS-234
    - 作詞:古野哲也/作曲:船村徹

  - Ｂ面　「雨の誕生パーティー」
    - 作詞:古野哲也/作曲:船村徹

  - やけくそのマーチ
    - 1964年4月/日本コロムビア/品番SAS-289
    - 東宝映画「蟻地獄作戦」主題歌
    - 作詞:関沢新一/作曲:広瀬健次郎

  - Ｂ面　「天下を取れ」
    - NTVドラマ「天下を取れ」主題歌
    - 作詞:関沢新一/作曲:市川昭介

  - 月影のヨット・ハーバー
    - 1964年/日本コロムビア/品番SAS-299
    - 作詞:石本美由起/作曲:戸塚三博

  - Ｂ面　「那覇空港の夜は更けて」
    - 作詞:石本美由起/作曲:戸塚三博

  - 風にふかれておいで
    - 日本コロムビア/品番SAS-344
    - 作詞:安部幸子/作曲:船村徹

  - Ｂ面　「こころの谷間」
    - 作詞:古野哲也/作曲:船村徹

  - チコはワルツが好きなのかい
    - 日本コロムビア/品番SAS-389
    - 作詞:安部幸子/作曲:浜口庫之介/編曲:大西修

  - Ｂ面　「お前のことで」
    - 作詞:安部幸子/作曲:浜口庫之介/編曲:大西修

  - ブルーハート東京
    - 日本コロムビア/品番SAS-443
    - 作詞:安部幸子/作曲:広瀬健次郎

  - Ｂ面　「いま一度だけ」
    - 作詞:安部幸子/作曲:広瀬健次郎

  - 東京は雨だよ
    - 日本コロムビア/品番SAS-510
    - 作詞:安部幸子/作曲:小川としひこ

  - Ｂ面　「白い風の唄」
    - 作詞:安部幸子/作曲:小川としひこ

  - 雨のみれん町
    - 1974年/ポリドールレコード/品番 DR-1858
    - 作詞:藤本好一/作曲 編曲:柳田六合

  - Ｂ面　「さよならじゃないんだよ」
    - 作詞:和久田健/作曲 編曲:柳田六合

  - 夢のハワイで盆踊り（舟木一夫/二代目コロムビア・ローズ/本間千代子/高橋元太郎）
    - 1964年8月/日本コロムビア/品番SAS-315
    - 東映映画「夢のハワイで盆踊り」主題歌
    - 作詞:関沢新一/作曲:船村徹

  - Ｂ面　「わかもの行進曲」（高橋元太郎/本間千代子）
    - 東映映画「夢のハワイで盆踊り」主題歌
    - 作詞:関沢新一/作曲:船村徹

  - 密林王国ダクタリ
    - 1967年1月/日本コロムビア/品番 SCS-17
    - テレビ映画「密林王国ダクタリ」主題歌
    - 作詞:筒井敬介/作曲:越部信義

  - マッハ・ゴー・ゴー・ゴー
    - 1967年6月/日本コロムビア/品番 SCS-33
    - テレビアニメ『マッハGoGoGo』主題歌のカバー

  - ミスタートン
    - 日本コロムビア/品番 SCS-34

  - 天国からのお迎え
    - 1968年5月10日/日本コロムビア/品番 P-14
    - 歌：スカイ・ホークス、高橋は台詞を担当

  - 「ザ・ウルトラマン」/「愛の勇者たち」/「ウルトラマンタロウ」
    - 1979年/CBSソニー/品番 18AG 689
    - アルバム「決定盤！ウルトラマンファミリー」収録曲
    - 各曲のカバー歌唱

  - 炎えろ!近鉄バファローズ
    - 1979年/CBSソニー/品番 06SH 540
    - 『大阪近鉄バファローズ』球団公式応援歌

  - Ｂ面　「バファローズ音頭」
  - たたかえ!バイクロッサー
    - 1985年1月25日/徳間ジャパン（アニメージュレコード）/品番 ANS-2014
    - テレビドラマ『 兄弟拳バイクロッサー』主題歌

  - Ｂ面　「その名も兄弟拳バイクロッサー」
  - 近鉄バファローズの歌
    - 2001年3月10日/日本コロムビア/品番 COCA-15389
    - 『大阪近鉄バファローズ』球団公式ソング　カバー歌唱

  - ローマで乾杯（高橋元太郎＆山口いづみ）
    - 2013年11月20日/日本コロムビア/品番 COCA-16786
    - 作詞:池森しおん/作曲:田尾将実

  - Ｂ面　「ひとりじゃないから」
    - 作詞 作曲:山下直子

  - Gentaro Takahashi Sings Jazz with Akira Matsuo Trio
    - 2016年3月16日/doLuck jazz/品番 DLC-8
    - 自身初のジャズアルバム

## 陶芸個展歴
- 2001年04月：銀座三越
- 2002年11月：大阪近鉄百貨店　上本町店
- 2003年05月：さいか屋　川崎店
- 2004年01月：さいか屋　横須賀店
- 2005年01月：さいか屋　川崎店
- 2006年01月：さいか屋　横須賀店
- 2007年09月：さいか屋　川崎店
  - 「加藤剛　高橋元太郎　備前焼二人展」
- 2007年10月-11月：石川県和倉温泉「ギャラリー和倉」
  - 「加藤剛 竹脇無我　高橋元太郎　大岡越前三人展」
- 2012年09月：さいか屋　横須賀店
- 2012年10月：京阪百貨店　守口店
- 2013年02月：東急百貨店　渋谷本店
- 2014年12月：うすい百貨店 福島県郡山市

- 芸能生活50周年記念　備前焼陶芸展
  - 2010年12月 ：東武デパート　千葉船橋店
  - 2011年01月-02月：東武デパート　宇都宮店
  - 2011年03月 ：大阪近鉄デパート　阿倍野本店
  - 2011年09月-10月：さいか屋　藤沢店

## 著書
- 『うっかり八兵衛半生記―多力本願』 （1997年9月、アスペクト）ISBN 4893668315